# Архітектура Риму
Архітектура Риму

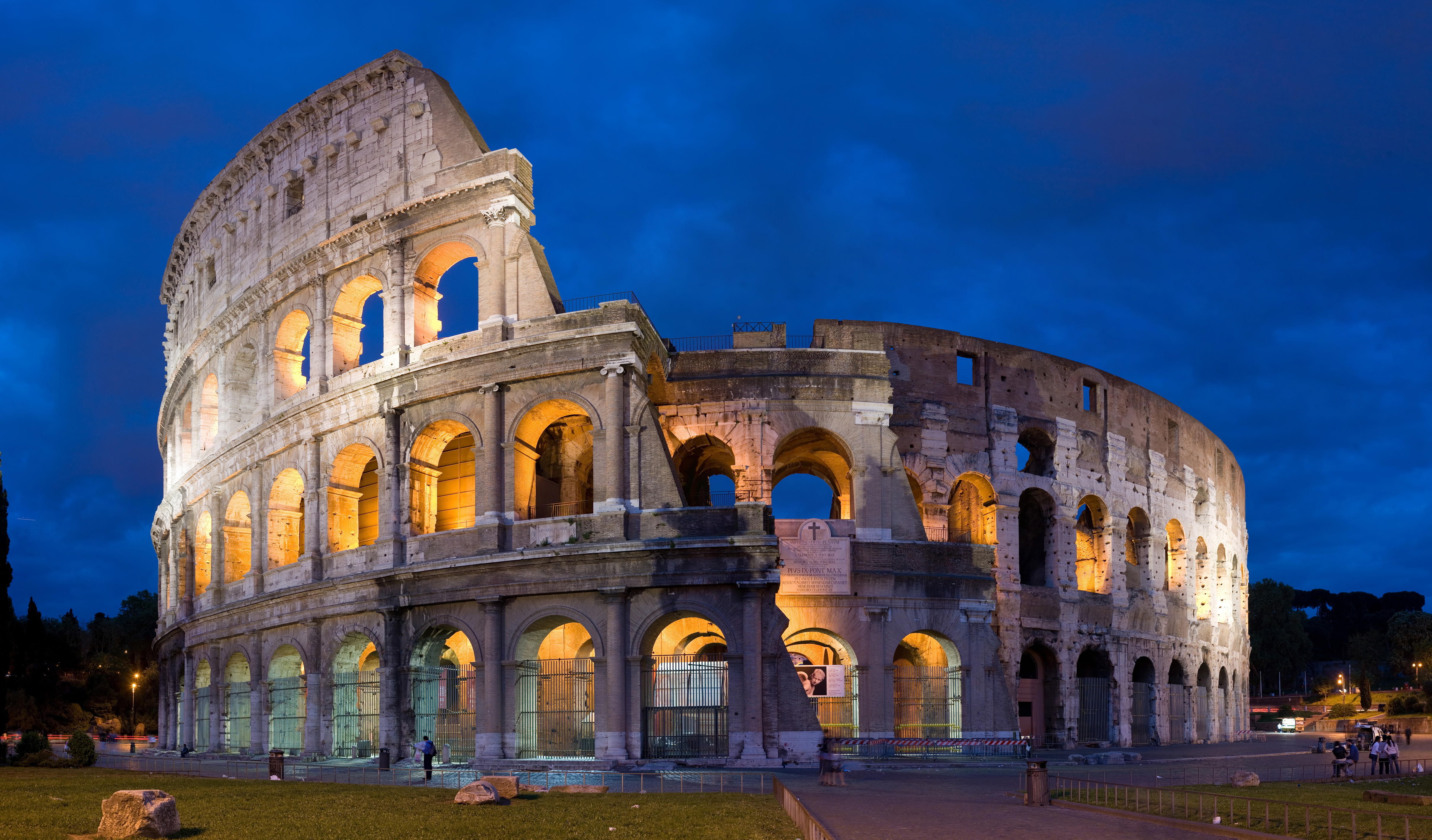
Колізей

Ідеально організована Римська держава мала ідеалізовану архітектуру – функціональну, конструктивну, презентативну (саме так розставив пріоритети щодо архітектури римлянин Вітрувій: «Архітектура – це користь, міць, краса»). Міжнаціональна інтеграція та творча комунікація середземноморських культур стала корисним підмурком розвитку оригінально-римських звичок, що привели до появи цілого ряду досі небачених типологічних одиниць (для прикладу: релаксаційно-оздоровчих аквацентрів-терм, атріумних ротонд, ансамблів площ, ландшафтних палацово-паркових вілл, базилікальних залів для торгівлі та суспільних зібрань, тріумфальної меморіальної архітектури, тощо). Важливо, що в римській державі відбувся рідкісний прецедент невідокремленого розвитку елітарної та суспільної архітектури – доступної масам, демократичної, місткої і презентативної, що призвело до становлення нових планувальних (функціональних, композиційних, ансамблевих) і конструктивних рішень, появи грандіозних зальних базилік, галерейних амфітеатрів, купольних бань, тощо. Особлива вимогливість, територіальна ощадливість та масовість життєвих процесів у столиці-мегаполісі привели до появи там, а згодом і в провінціях, кількарівневої (кількаповерхової) забудови.
Раціональність, функціональність, світськість архітектури, цілісність (комплексність, стратегічність) міських розпланувань, ансамблевість, навики композиційного та конструктивного блокування просторових груп, створення кількаповерхових будівель, прогресивність конструктивних систем та уніфікація будівельних прийомів, декораційні (театральні) прийоми ордерного мармурового опорядження публічної та приватної презентативної архітектури відмічені як провідні риси римського античного стилю в наукових монографіях.

## Історія
Історію римської архітектури можна розділити на декілька періодів:
- Перший з них охоплює собою час від заснування Риму до середини II ст. до н.е. Це час ще бідний будівлями, та й ті, які були, мали суто етруський характер. Більшість споруд в початкову пору існування Римської держави будувалися заради суспільної користі. Такими були канали для асенізації міста, з головним тунелем — великою клоакою (Cloaca maxima), для транспортування води і нечистот з низинних частин Риму в Тибр, прекрасні дороги, між іншим Via Appia, чудово вимощена великими, щільно пригнаними камінням, акведуки, Мамартинська в'язниця і перші базиліки.
- Другий період. Свій розвиток тип базиліки отримав у другому періоді римської архітектури, під впливом греків. Цей період, який триває з середини II ст. до падіння республіканського правління (тобто до 31 р. до н. е.), ознаменований, крім того, появою в Римі перших мармурових храмів, тоді як раніше храми будувалися з місцевих вулканічних порід каменю, пиперина і травертину; разом з тим, подібні будівлі, і за планом, і за конструкцією, стали більше схожим на грецькі, хоча і зберігали постійно деякі відмінності від них. Римський храм цієї і наступних епох зазвичай являв собою одну целлу довгастої, чотирикутної форми, що стояла на високому фундаменті, і до якої вели сходи тільки з однієї, короткої, лицьової сторони. Піднявшись цими сходами, потрапляєш в портик з колонами, у глибині якого знаходяться двері, що ведуть до целли, яка освітлюється тільки через ці двері, коли вона відкриті. Іноді колони прикрашали тільки портик храму (простиль); іноді поруч бували обставлені і бічні сторони целли (рід периптеру), але їх не було з заднього боку; іноді замість справжніх колон тут встановлювалися напівколони, що виступали зі стін целли (рід псевдопериптера). Дах будівлі завжди був двосхилий, з трикутним фронтоном над портиком. Поряд з подібними святилищами грецького типу римляни споруджували на честь деяких божеств круглі храми. Це був їх власний винахід, однак з використанням великої кількості елементів грецької архітектури. Із храмів, що відносяться до даного періоду, можна назвати храм Fortunae Virilis, що до певної міри збергіся до наших часів — псевдопериптера з портиком важкого іонічного стилю (перетворений з 882 р. н. е. на церкву св. Марії Єгипетської) і на круглий храм Вести, обставлений 20 колонами ще не цілком римського стилю Корінфа, з низьким конусоподібним дахом з мармурових черепиць (нині церква S.-Maria del Sole).
- Третій, найблискучіший період історії Р. зодчества починається з часу захоплення Августом повновладдя над республікою і триває до смерті імператора Адріана, тобто до 138 р. нашої ери. Протягом цього періоду всі колись намічені типи будівель приходять в повний розвиток, досягають дивовижної величі, вищої витонченості і вражаючої розкоші, хоча в їх форми і деталі архітектури прокрадаються елементи, занесені зі Сходу і Єгипту.

## Етруський і грецький впливи
Перші великі будівлі в Римі проводилися  етруськими майстрами, тому Римська архітектура при самому своєму зародженні присвоїла собі найважливішу форму етруського зодчества — циркульну арку, тобто напівкругле кам'яне покриття, що перекидається з однієї підвалини на іншу, і має таку конструкцію, що сторони складових його окремих каменів, розташовані по напрямку радіусів кола, стикаються між собою, утримуються своїм взаємним розпором і передають загальний тиск того й іншого встою. Від цієї архітектурної форми і походять коробовий звод, хрестовий зводу і куполи, невідомі грекам. Відкриття цих форм дало римлянам можливість будувати різноманітні за конструкцією споруди, споруджувати величезні будівлі,з просторими внутрішніми приміщеннями, і сміливо будувати поверх над поверхом. Застосування зазначених форм потребувало докорінної зміни підпор: для підтримки важких арок, склепінь і куполів вже не годилися колони, що служили у греків для підпирання порівняно легких горизонтальних балок і стель; треба було замінити їх чим-небудь більш солідним, більш здатним виносити значний вантаж. І ось римляни майже зовсім припинять використовувати колони для вказаної мети, і замість них будують масивні стіни і пілястри. Тим не менш, вони не зовсім виключають колону зі своєї архітектури, але вона отримує у них переважно декоративне значення, служить для маскування наготи пілястрів і сухості стінних поверхонь, хоча іноді, наприклад, у портиках, що ведуть у будинок, в перистилю і т. п., колона продовжує використовуватися так само, як і в Греції. Взагалі треба відмітити, що логічний, раціональний сенс, який мала колона у греків, в римському зодчестві якщо і не втрачається цілком, то сильно спотворюється; при цьому й інші мотиви, що обумовлюються колоною, втрачають сувору осмисленість і домірність. Що стосується стилю колон, то римляни не винайшли нічого свого по цій частині: вони взяли вже готові грецькі стилі і лише видозмінили їх на свій смак.
Проте в цілому, римська архітектура зазнала сильного впливу грецької архітектури. У своїх спорудах римляни прагнули підкреслити силу, міць, велич, що пригнічують людину. Для споруд характерні монументальність, пишне оздоблення будівель, безліч прикрас, прагнення до суворої симетрії, інтерес до утилітарних сторін архітектури, до створення переважно не храмових комплексів, а будинків для практичних потреб.
Настає четвертий, останній період історії римської архітектури, що триває до остаточної перемоги християнства над язичництвом (з 138 по 300 рр.).
І в цей час, кожен імператор намагається залишити по собі пам'ять яким-небудь значним спорудженням. Антонін Благочестивий будує в Римі храм Антоніна і Фаустіни; Марк Аврелій — колону свого імені за зразком Траянової; Септимій Север — важкі, обтяжені архітектурними і скульптурними прикрасами тріумфальні ворота в наслідування арці Тіта, а також невеликий, але гармонійний за пропорціями і благородно-гарний храм Вести в Тіволі. Каракалла наділяє Рим надзвичайно великими і розкішними громадськими лазнями, Авреліан — колосальним храмом Сонця. При Діоклетіані побудовані терми, ще більш місткі і прекрасні, ніж лазні Каракалли, але представляли собою, за конструкцією і розташуванням, тільки сколок з них. Не менш колосальний був споруджений цим імператором в Спалато (в Далмації) палац, з каменів якого збудована згодом значна частина цього міста. Найважливішими будівлями Костянтина Великого в старій столиці його імперії були тріумфальні ворота, що мають три прольоти і прикрашені скульптурними рельєфами, взятими з воріт Траяна, і базиліка, заснування якої було, втім, покладено ще Максенцієм, — остання прекрасна пам'ятка римської архітектури, яка може витримати порівняння з найкращими творіннями її квітучої пори. То була велична будівля з трьома кораблями всередині, усі частини якої були пропорційні, розкішно оздоблена, хоча в деталях вже проявилися ознаки занепаду мистецтва. Чим далі, тим сильніше проникали останні східні впливи, прагнення до пихатості та вишуканості, що заглушав перекази класичної епохи.
Найбільшої оригінальності досягла у римлян архітектура; скульптура і живопис були у них тільки продовженням того, що було уже зроблено в цих мистецьких галузях греками. При всій обмеженості новизни, взагалі внесеної римлянами в мистецтво, їм належить та велика заслуга, що вони рознесли по всіх усюдах відомого тоді світу успадковане ними класичне мистецтво Еллади і послужили передавачами його елементів для нових часів і новим народам, що почали своє політичне існування на руїнах імперії.

## Галерея

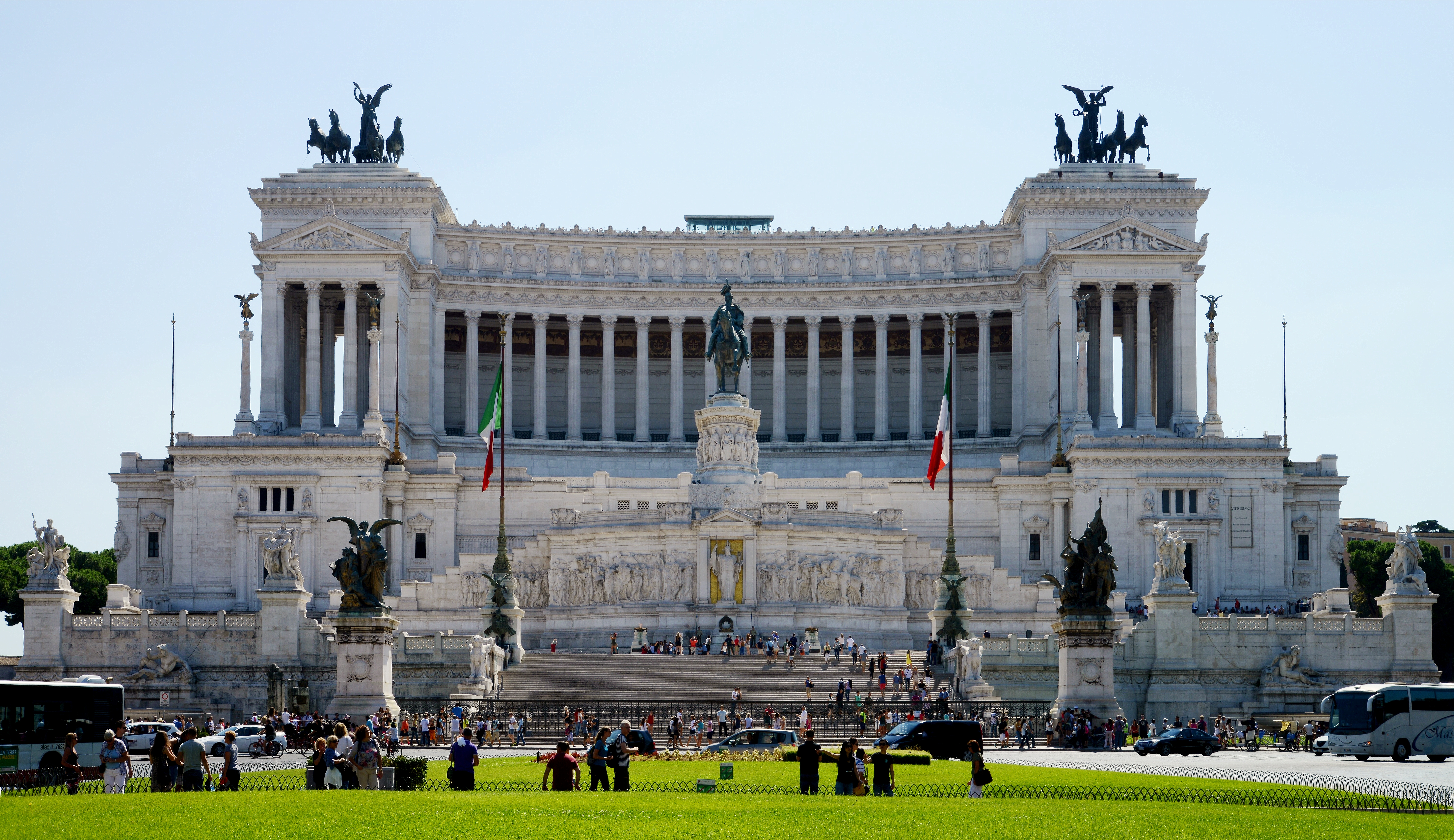
Витторіано
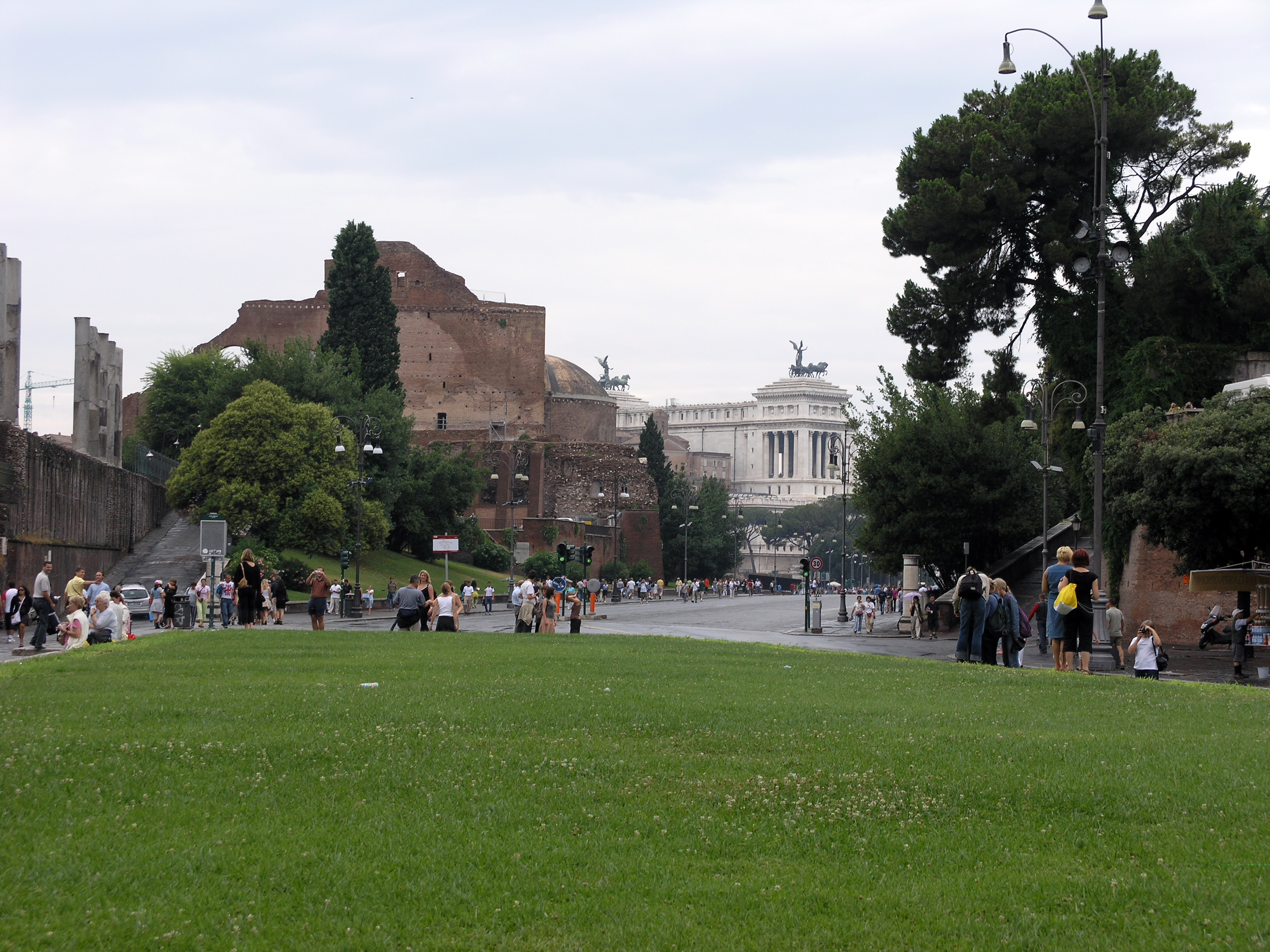
Вид від Колізею
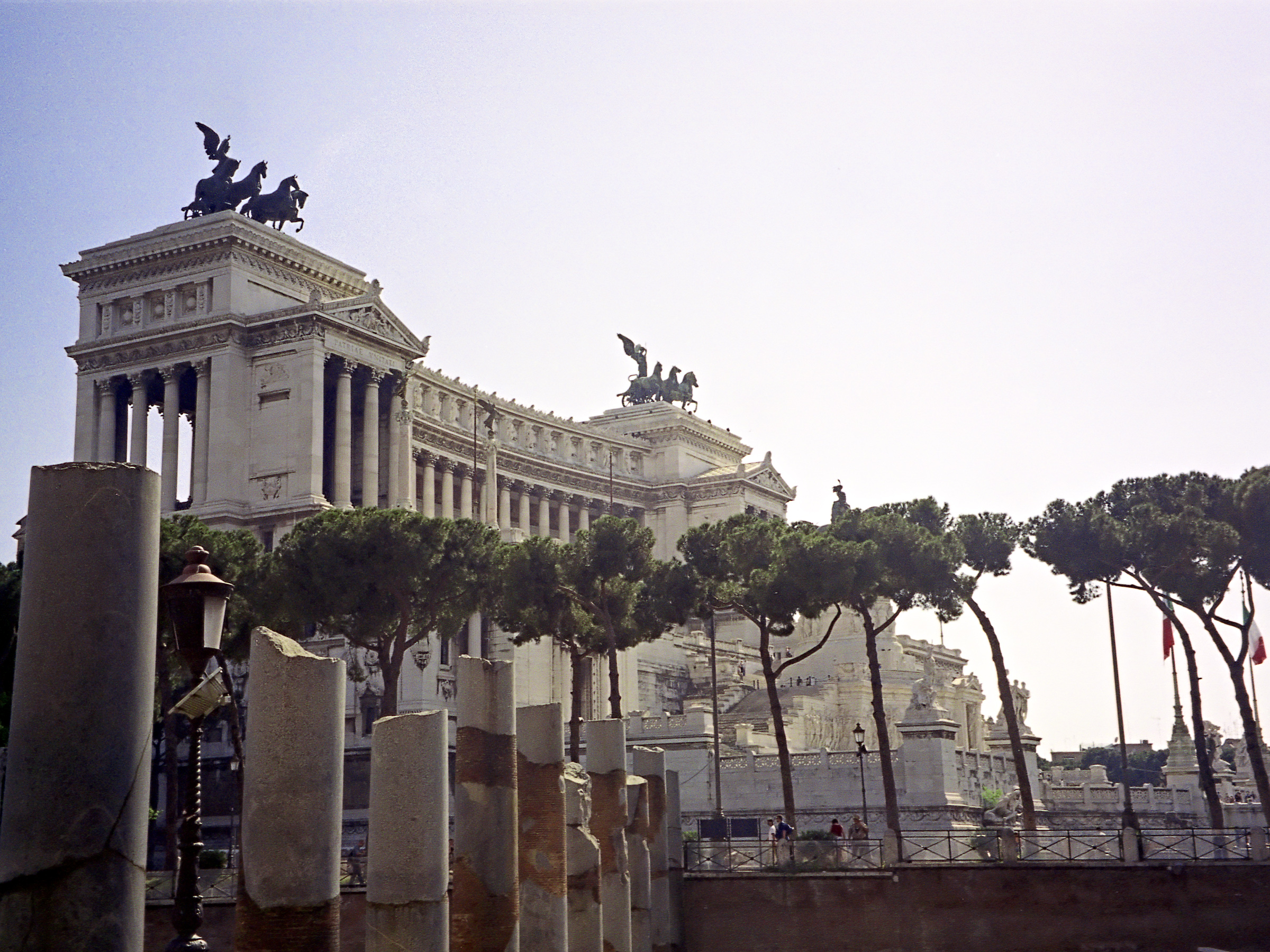
Вид зі  сторои колонни Траяна
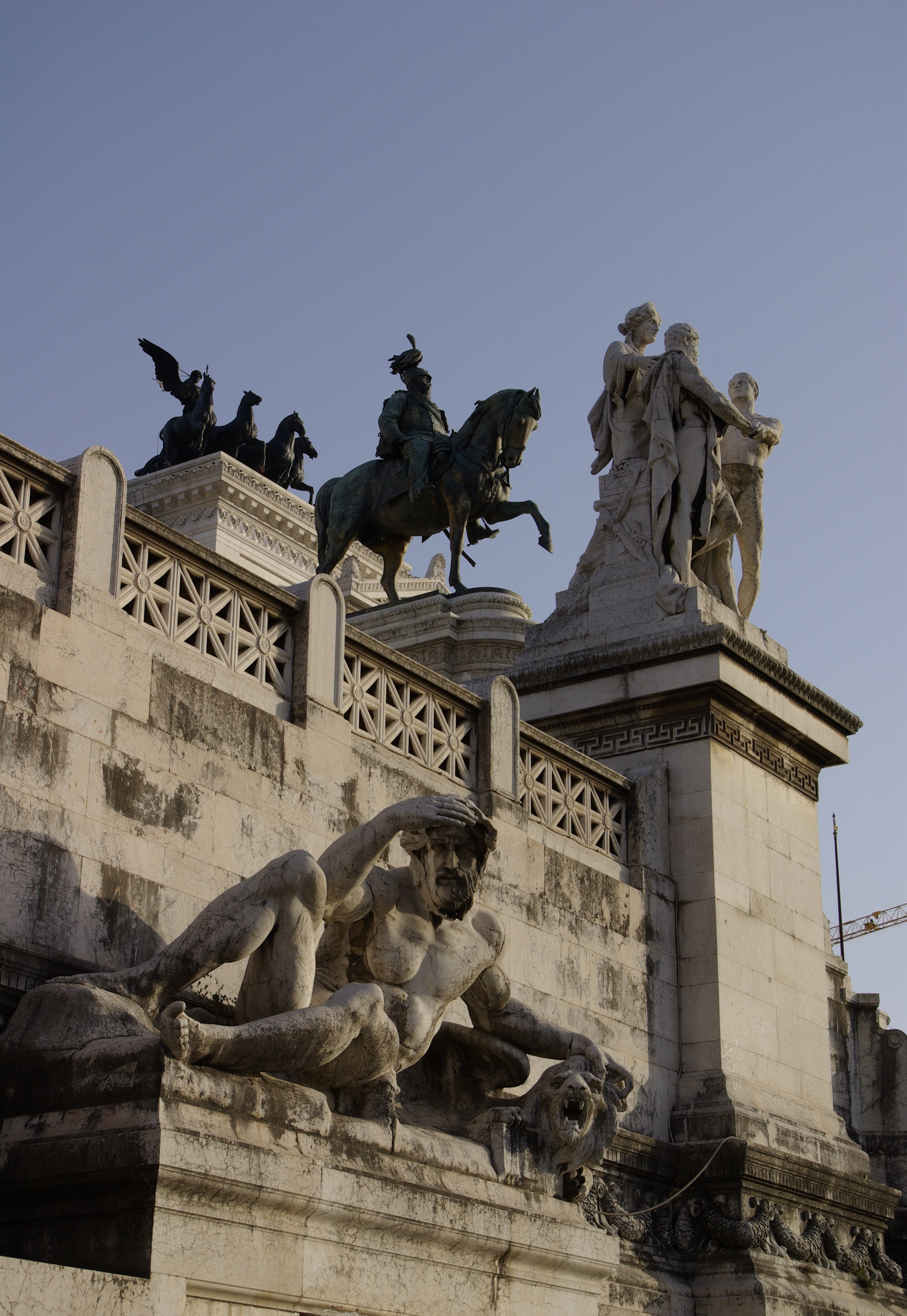
Статуї
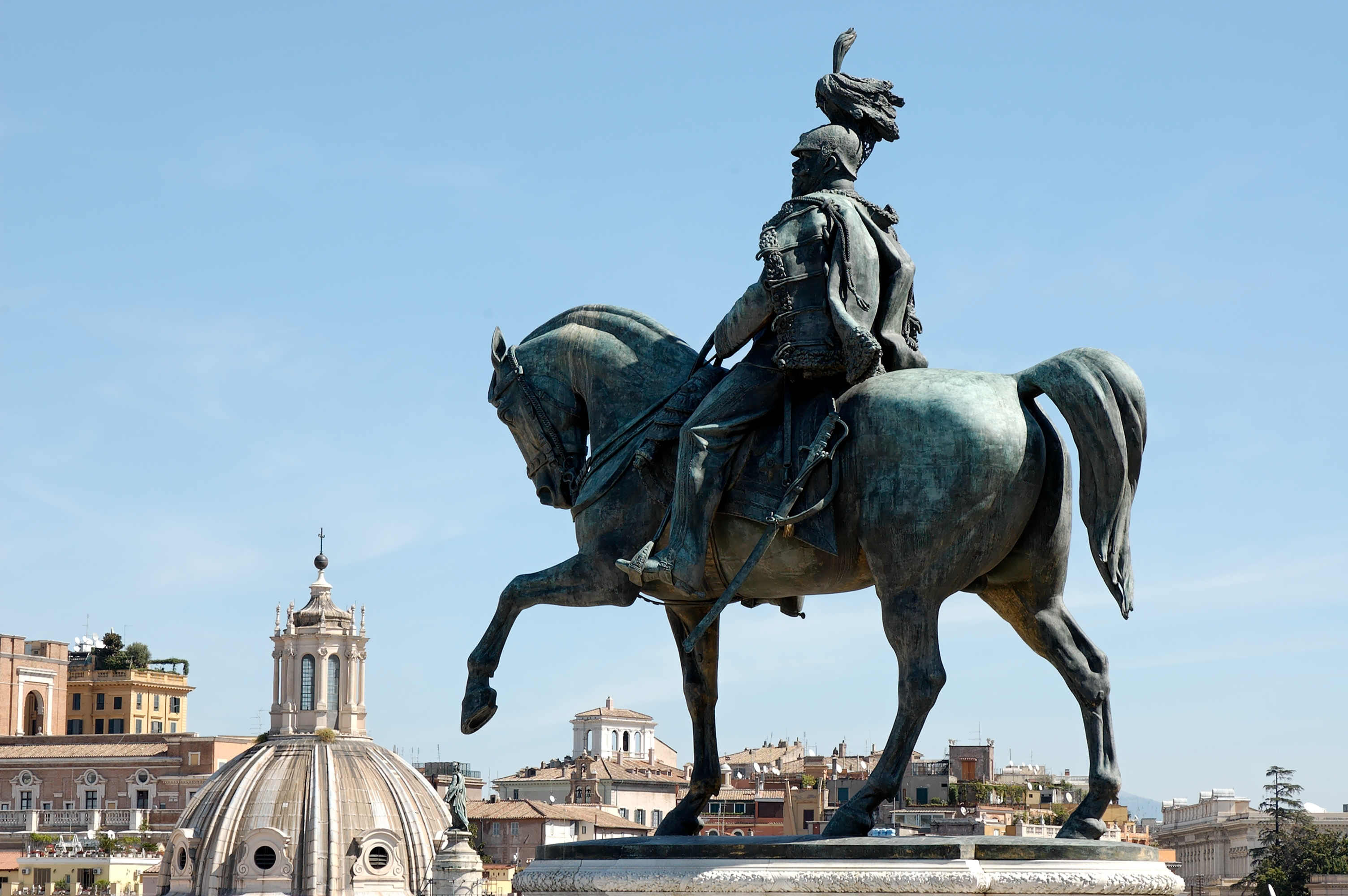
Кінна статуя Віктора Еммануїла II
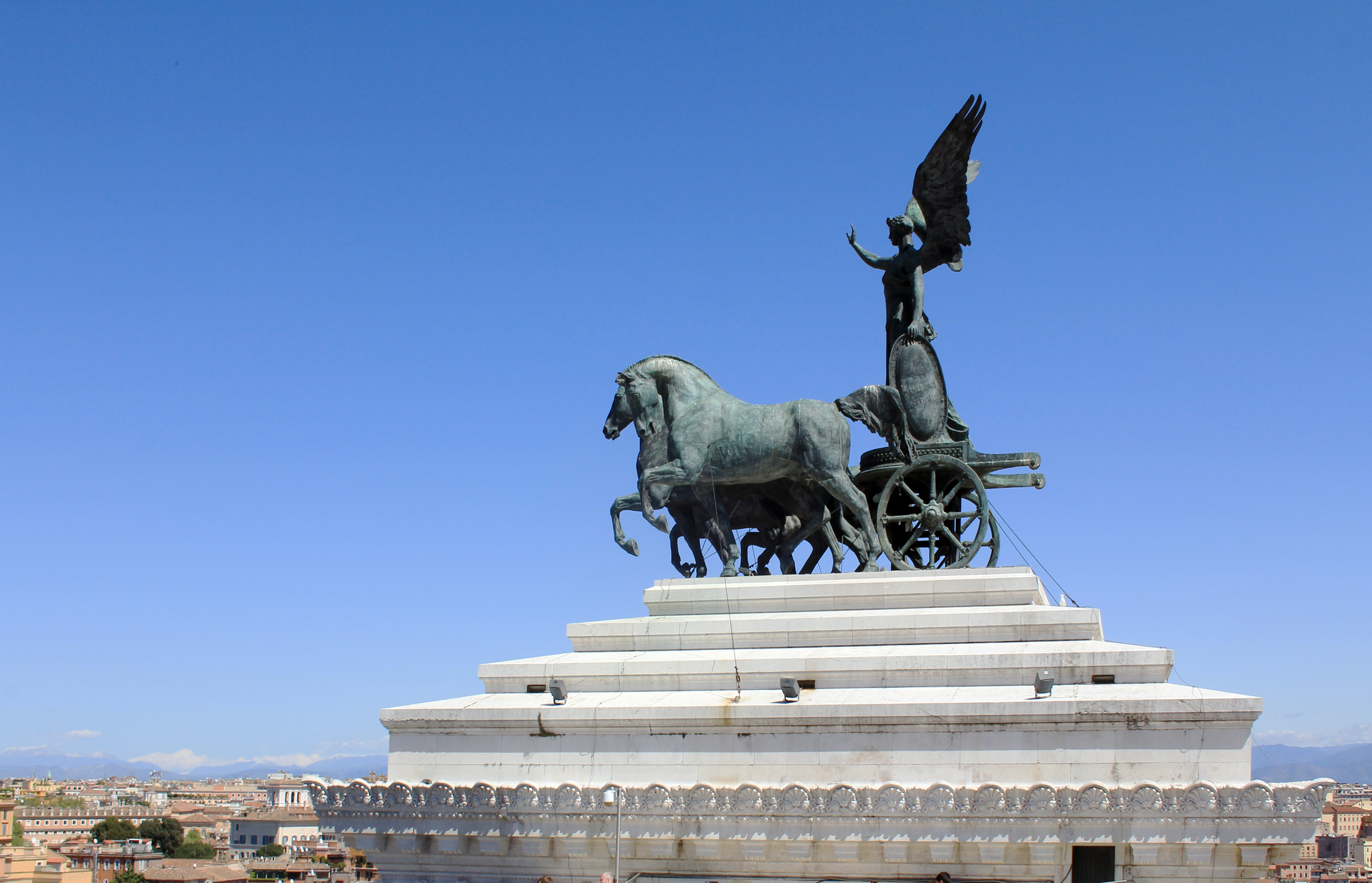
Квадрига
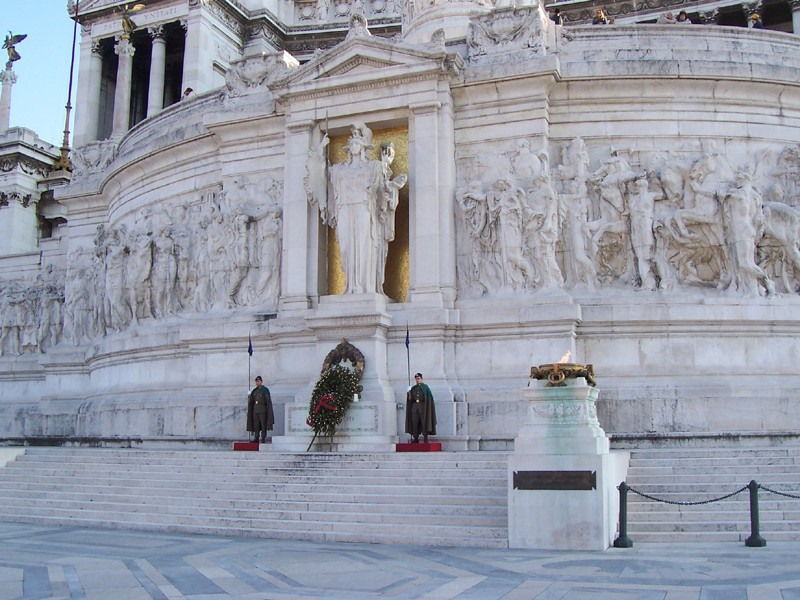
Могила Невідомого солдата
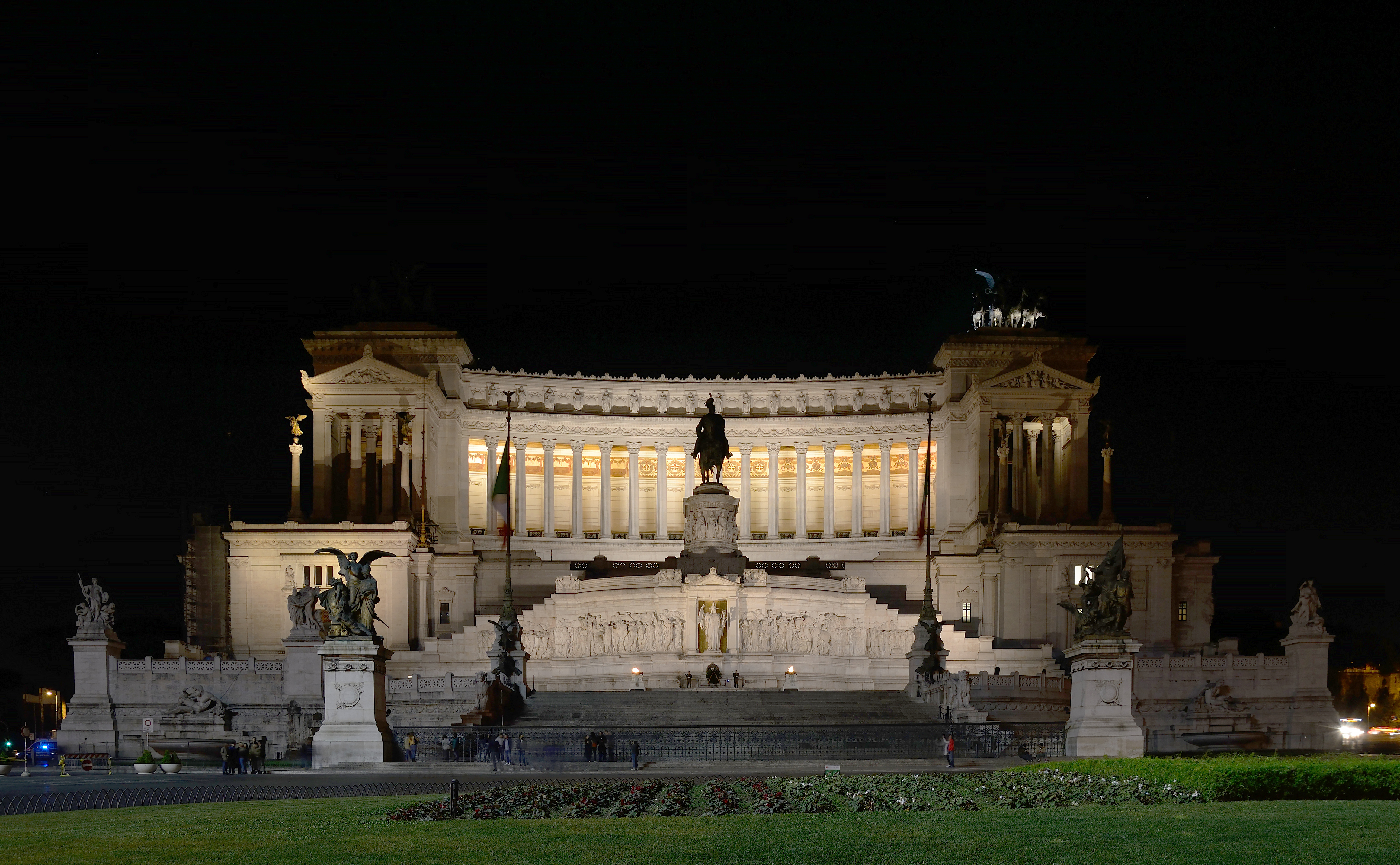
Нічний вид памятника Віктору Еммануїлу II